# Майсеєв Станіслав Анатолійович
Станісла́в Анато́лійович Майсе́єв (1993—2014) — старший солдат Збройних сил України, учасник російсько-української війни.

## Життєпис
Народився 17 березня 1993 року в селі Гусарівка, Балаклійський район, Харківська область. Закінчив НВК села Шевелівка Балаклійський район. Зі школи мріяв стати військовим, став курсантом 50-го окремого навчального загону. По закінченні навчання — розвідник, згодом — розвідник-кулеметник, служив у Кіровограді. Неодноразово заохочувався старшими командирами та начальниками за успіхи в бойовому навчанні.
Розвідник-кулеметник групи спеціального призначення роти спеціального призначення військової частини — польова пошта В 2336 — 3-й окремий полк спеціального призначення.
Загинув 15 липня 2014 року під час мінометного обстрілу проросійськими терористами поблизу міста Краснодон. Тоді ж загинули Алєксєєв Микола Васильович, Бендеров Максим Васильович, Вербовий Максим Вікторович, Каравайський Богдан Ігорович, Коваленко Юрій Вікторович, Марков Іван Анатолійович, Рябий Дмитро Володимирович. 19 липня від поранень помер Гаркавенко Віктор Олександрович.
Похований у селі Шевелівка Балаклійського району.
Без Станіслава лишились батьки.

## Нагороди та вшанування
- 14 серпня 2014 року за особисту мужність і героїзм, виявлені у захисті державного суверенітету та територіальної цілісності України, вірність військовій присязі під час російсько-української війни, відзначений нагороджений орденом «За мужність» III ступеня (посмертно).
- 28 листопада 2014 року на фасаді будівлі Шевелівського НВК йому відкрито меморіальну дошку.
- На його честь у Кропивницькому названо вулицю (колишня «вулиця 40 років України»; лютий 2016 року).